# Robert Boname
Robert Victor Louis Boname, né le 11 mai 1906 à Seloncourt (Doubs) et mort le 27 novembre 2005 à Antibes (Alpes-Maritimes), était un ingénieur aéronautique français. Il fut directeur technique de la compagnie Air France Transatlantique, pour les vols d'essais transatlantiques, de 1937 à 1939.

## Biographie
Il est diplômé de l'École centrale Paris en 1930.

## Distinctions
- Officier de la Légion d'honneur (2001)[3],[2].
- Membre de l'Aéro-Club de France[2],[4].
- senior member de l'American Institute of Aeronautics and Astronautics[5].